# Yrafdeltat
Yrafdeltat är ett naturreservat i Arjeplogs kommun i Norrbottens län.
Området är naturskyddat sedan 1974 och är 7,3 kvadratkilometer stort. Reservatet omfattar vatten och fastland där Laisälven har sitt utlopp i sjön Iraft (Yraft). Reservatet består av våtmarker och ängsmarker som fungerar som god miljö för rastande sjöfåglar.